# Закритоплідник болотяний
Закритоплідник болотяний (Cleistocarpidium palustre) — вид мохів порядку дикранальних (Dicranales).

## Поширення
Батьківщиною є Європа, Північна Америка.
Населяє вологий ґрунт, піщані болота.

## Характеристика
Рослини дуже дрібні, 3–8 мм. Стеблові листки 2–4 мм, нещільно прямовисні, шилуваті, від яйцювато-ланцетної до вузько зворотно-яйцюватої основи, цілокраї, вздовж шилоподібної кістки зубчасті. Коробочкові ніжки товсті, бліді, 0,6–1 мм, прямовисні. Коробочка яйцювата, найширша біля основи, білувата, не блискуча, споровий мішечок помаранчевий, 1–1,5 × 0,6–0,8 мм. Спори 23–30 мкм, щільно і дрібнососкоподібні, оранжево-жовті. Дозріває на початку літа (травень і червень).